# Комар и Меламид
«Ко́мар и Мелами́д» — советская арт-группа, основанная художниками Виталием Комаром и Александром Меламидом в 1972 году. Они уже работали вместе и раньше, но официальной датой начала принято считать этот год — год основания такого направления, как соц-арт (в противовес американскому течению поп-арт). Прекратила группа своё существование в 2003, когда художники поссорились и стали заниматься творчеством порознь.

## История творческой деятельности
Виталий Комар и Александр Меламид познакомились в начале 1960-х в Строгановском училище, где оба провели свои студенческие годы. Их первая выставка состоялась до официального образования дуэта соц-артистов. В 1967 году в кафе «Синяя птица» Комар и Меламид представили свой «Ретроспективизм». В 1972 году ими был изобретён термин «соц-арт», характеризовавший не только их совместное творчество, но и всё «социалистическое» советское искусство. На самом деле, это было грандиозным событием. Художники также написали «Манифест соц-арта» и размножили его. В одном из своих интервью Виталий Комар рассказывал о зарождении названия:

Мы обсуждали, как назвать: «соварт» — советское искусство, или «комарт» — коммунистическое искусство. Алик сразу сказал: «Ком. арт — это слишком похоже на твою фамилию». В общем, мы остановились на «соцарте».
В 1974 оба стали участниками знаменитой «Бульдозерной выставки», хотя многие считали их зачинщиками данного мероприятия, а не просто приглашёнными художниками. Как известно, после этих событий многих художников-участников высылали за границу. Виталий с Александром самостоятельно собирались эмигрировать и, предприняв в 1975 неудачную попытку выставить свою работу «Цвет — великая сила» на уже официально разрешённой выставке на ВДНХ в павильоне «Пчеловодство», получили отказ от бывшего единомышленника, Леонида Талочкина, в 1977 всё-таки уехали в Израиль, а позже — в США.
Работу «Цвет — великая сила» художникам всё же удалось выставить — правда, не в Москве, а в Нью-Йорке, в галерее Рона Фельдмана, в 1976. Несмотря на то, что сами Комар и Меламид в это время находились на родине, именно благодаря этой выставке художники получили разрешение на выезд из СССР. В дальнейшем арт-группа продолжала работать за рубежом. Расцветом их творчества считаются 80-е и 90-е. В 1999 году отцы-основатели соц-арта принимают участие в Венецианской биеналле, а в 2003 по неизвестной причине рвут какие-либо связи и коллектив распадается. Художники решили не разглашать обстоятельств своего конфликта и продолжили работать по отдельности.
Другие художники видели Комара и Меламида так:

Виктор Скерсис, ученик Комара и Меламида и будущий участник группы
«Гнездо», утверждал, что у них имело место "разделение труда. У Комара — очень аналитический ум, у Меламида — творческо-анархистский, настроенный на разрушение. Меламид мог взять любую художественную систему, и через несколько минут от неё оставались одни развалины, на основе которых Комар создавал уже принципиально другие системы.

## Избранные проекты
- Зяблов, Андрей
- Тверитинов, Дмитрий
- «Выбор народа»

## Выставки и перформансы
- 07.02 — 31.03.1976 Персональная выставка «Цвет — великая сила! / Colour is a mighy power!»
- 07.05 — 07.05.1977 Перформанс Комара и Меламида в Иерусалиме
- 27.07.1978 Групповая выставка «Художник и общество, 1948—1978»
- 05.10 — 05.10.1978 Перформанс «Получасовая попытка материализации Комара и Меламида»
- 1981 Групповая выставка «Monumental show»
- 04.01 — 28.01.1984 Групповая выставка «Russian Mosk-Heroic style (Sots-Art)»
- 07.01 — 11.02.1984 Персональная выставка «Business as Usual»
- 27.03 — 29.04.1984 Персональная выставка «Komar & Melamid, Stalin and the Muses»
- 10.09 — 30.09.1985 Персональная выставка в Массачусетском колледже искусства
- 11.12 — 19.01.1985 Персональная выставка «Komar & Melamid, Peintures»
- 12.1985 — Персональная выставка в Музее декоративных искусств в Париже
- 1986 — Групповая выставка «The Death or Ressurection of Originality. The Biennale of Sydney»
- 06.03 — 19.04.1986 Персональная выставка «Komar & Melamid Selected Works from 1973—1985»
- 1986 — Персональная выставка «Anarchistic Synthesism»
- 15.09 — 15.10.1986 Групповая выставка «А-Я Aktuelle Rusische Kunst»
- 1987 Групповая выставка «New Voices»
- 15.07 — 15.08.1987 Персональная выставка «Painting History»
- 1988 — Донецкий Выставочный центр Авангард. Аудио-визуальная выставка картин группы Комар и Меламид. Материал предоставил московский коллекционер Леонид Прохорович Талочкин
- 1989 — Персональная выставка в Ronald Feldman Fine Arts
- 22.04.1993 — Персональная выставка «Бегущая строка на ступенчатой пирамиде»
- 1994 — Персональная выставка «Выбор народа»
- 1995 — Групповая выставка «Комар & Меламид»
- 01.10 — 25.10.1998 Групповая выставка «Комар и Меламид. Наша Москва глазами обезьяны»
- 12.09 — 01.10.2002 Персональная выставка «Не сотвори себе кумира. История Дмитрия Тверитинова»[10]